# Johannes Vermeer
Johannes Vermeer (gedoopt in Delft, 31 oktober 1632 – aldaar, 15 december 1675) was een Nederlands kunstschilder in de Gouden Eeuw. 
Samen met Rembrandt van Rijn en Frans Hals wordt Vermeer gezien als een van de grootste schilders uit de zeventiende eeuw.
Vermeer had een voorkeur voor tijdloze, ingetogen momenten. Hij blijft raadselachtig vanwege de onnavolgbare kleurstelling en het verbijsterende lichtgehalte. Vermeers schilderijen, meestal genrestukken en een paar historiestukken, allegorieën en stadsgezichten, onderscheiden zich door een subtiel kleurgebruik en een ideale compositie. Hij gebruikte soms dure pigmenten en had een grote voorkeur voor ultramarijn en loodtingeel.
Het overgeleverde oeuvre van Vermeer is bescheiden. Er worden 34-37 schilderijen aan hem toegeschreven. Tot de bekendste behoren Het melkmeisje, Gezicht op Delft en Meisje met de parel. Gedurende de negentiende eeuw, een tijd van toenemende belangstelling voor zijn werk, werden enkele schilderijen van andere kunstenaars ten onrechte aan hem toegeschreven.

## Levensloop
Vermeer werd op 31 oktober 1632 in de Nederduits-gereformeerde Nieuwe Kerk in Delft gedoopt als 'Joannis'. Een geboortedatum is niet bekend. Zijn moeder heette Digna Baltens (Antwerpen, circa 1596) en zijn vader heette Reynier Jansz. Vanaf 1631 was Reynier Jansz zowel herbergier als kunsthandelaar. In het ouderlijk huis aan de Voldersgracht in Delft dreven Johannes Vermeers ouders de herberg De Vliegende Vos. In 1641 verhuisde Vermeer met zijn ouders en oudere zus Geertruy naar het huis Mechelen aan de Markt in Delft, op de hoek van de Oude Manhuissteeg., waar eveneens een herberg bestierd werd.
Bij wie Vermeer in de leer ging is onbekend. Hij is in zijn vroege werk beïnvloed door het werk van Utrechtse Caravaggisten. Omdat zijn vroegste werken groot opgezette historiestukken zijn – een genre dat in die tijd in veel hoger aanzien stond dan portretten en landschappen – lijkt het waarschijnlijk dat hij werd opgeleid door een schilder van dergelijk werk. Onder de mogelijke leermeesters bevindt zich Abraham Bloemaert, die in Utrecht werkte, en die verre familie was van zijn latere schoonmoeder. Men vermoedt dat Vermeers kleurenpalet invloed ondergaan heeft van Hendrick ter Brugghen. Of Vermeer als onderdeel van zijn opleiding ook een reis naar Italië ondernam, wat destijds niet ongebruikelijk was, is onbekend. Ook Delftse schilders als Carel Fabritius, Leonard Bramer, getuige en onderhandelaar bij zijn huwelijk, en Christiaen van Couwenbergh zijn genoemd als mogelijke leermeesters. Hun stijl is echter anders en Vermeer lijkt zijn eigen weg te zijn gegaan.
Op 20 april 1653 trouwde Vermeer in Schipluiden met Catharina Bolnes. Vermeer was waarschijnlijk calvinistisch opgevoed, hoewel de familie geen lidmaat van de gereformeerde, publieke kerk van de Republiek was. Om met Catharina te kunnen trouwen ging Vermeer over tot het rooms-katholieke geloof. Zijn vrome en overtuigd katholieke schoonmoeder, Maria Thins, afkomstig uit een rijke Goudse familie van handelaren in bakstenen, ging met het huwelijk akkoord na bemiddeling door de schilder Leonard Bramer.

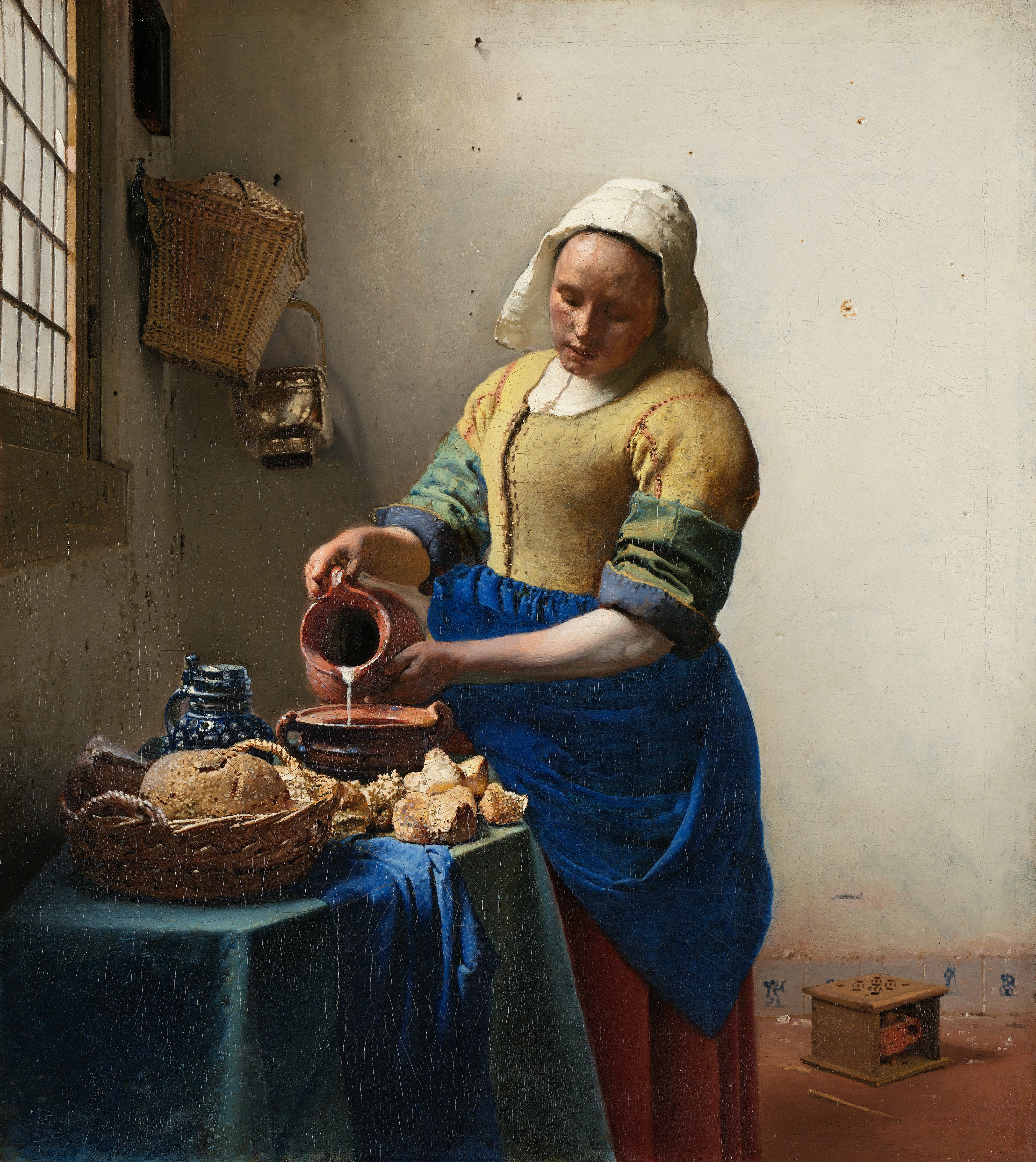
Het melkmeisje, ± 1658-1659
Rijksmuseum Amsterdam

In december 1653 werd Vermeer lid van het Sint Lucasgilde, waarvan hij viermaal hoofdman zou worden (1662/1663 en 1670/1671). Net als zijn vader en veel collega's handelde Vermeer in schilderijen, maar hij beschouwde zichzelf vooral als schilder. Vermeer trok rond 1660 in bij zijn schoonmoeder aan de Oude Langendijk, die een pand bewoonde met elf kamers naast een katholieke schuilkerk. Daar werkte Vermeer in zijn atelier op de eerste verdieping. Toen de Franse kunstverzamelaar en diplomaat Balthasar de Monconys op 3 augustus 1663 het atelier van Vermeer bezocht, had de schilder geen enkel voltooid schilderij in huis. De Fransman werd naar een Delftse bakker gestuurd die een Vermeer in zijn bezit had. De prijs die de bakker ervoor betaald had – "600 livres" – vond De Monconys absurd hoog. Deze bakker is waarschijnlijk dezelfde als de meester-bakker Hendrick van Buyten (1632-1701), die na Vermeers dood als onderpand voor een nog openstaande schuld van ruim 600 gulden aan geleverd brood twee schilderijen van Vermeers weduwe accepteerde, te weten twee personagien waeraff d'eene een brief sitt en schrijft, mogelijk Schrijvende vrouw met dienstbode en een personagie spelende op een cyter, wat zou kunnen duiden op De gitaarspeelster.
In tijden van crisis steunde Maria Thins haar dochter en schoonzoon, maar Vermeer klopte ook aan bij de Delftse verzamelaar Pieter Claesz van Ruijven, die hem 200 gulden leende in 1657. Het is ook mogelijk dat Van Ruijven het werk van Vermeer opkocht en zijn mecenas is geweest. In 1664 werd Vermeer lid van de schutterij, maar onduidelijk is welke functie hij daar kreeg. Hij zal geen officiersfunctie hebben bekleed, omdat deze voor katholieken verboden was.
In het Rampjaar (1672) stortte ook de kunstmarkt in; scholen en winkels waren gesloten vanwege de Hollandse oorlog. Maria Thins, die huizen en landerijen bezat bij Schoonhoven, had eveneens minder inkomsten, omdat dit gebied als onderdeel van de Hollandse Waterlinie onder water was gezet. Vermeer, die voor zijn inkomsten afhankelijk was van de verkoop van schilderijen, verkocht in deze periode weinig. Hij verviel in somberheid en in december 1675 stortte Vermeer in. Het is niet duidelijk wat er precies aan de hand was, maar hij overleed anderhalve dag later. Hij werd op 16 december begraven in de Oude Kerk. Zijn kist werd gedragen door veertien dragers en begeleid door "één poos klokgelui", een uitvaart die duidt op weelde, maar die mogelijk betaald werd door zijn schoonmoeder, Maria Thins. Vermeer liet elf kinderen na, van wie er nog tien minderjarig waren. Zijn oudste zoon, Johannes jr., zou priester worden. Het echtpaar kreeg in totaal vijftien kinderen, van wie er vier jong stierven. Niet alleen de jongste, Ignatius, droeg een uitgesproken katholieke naam, ook de dochters Elizabeth en Maria. De lijst van bezittingen die na zijn dood werd opgesteld, maakt melding van schilderijen, stoelen, wiegen en bedden, verspreid over het hele huis. Twee jaar na zijn begrafenis in de Oude Kerk verklaarde de weduwe dat zijn dood haars inziens te maken had met de malaise in de verkoop.
"… Dientengevolge en ook vanwege de belasting van zijn kinderen, terwijl hij van zichzelf geheel niet over middelen beschikte, raakte hij zozeer in razernij en verval, dat hij in één of anderhalve dag van een gezonde toestand overging in de dood."
Veel details uit het leven van Vermeer zijn voor het voetlicht gebracht door de Amerikaanse econoom John Michael Montias, die justitieboeken en notariële akten ontcijferde.

## Schilderstijl en werk

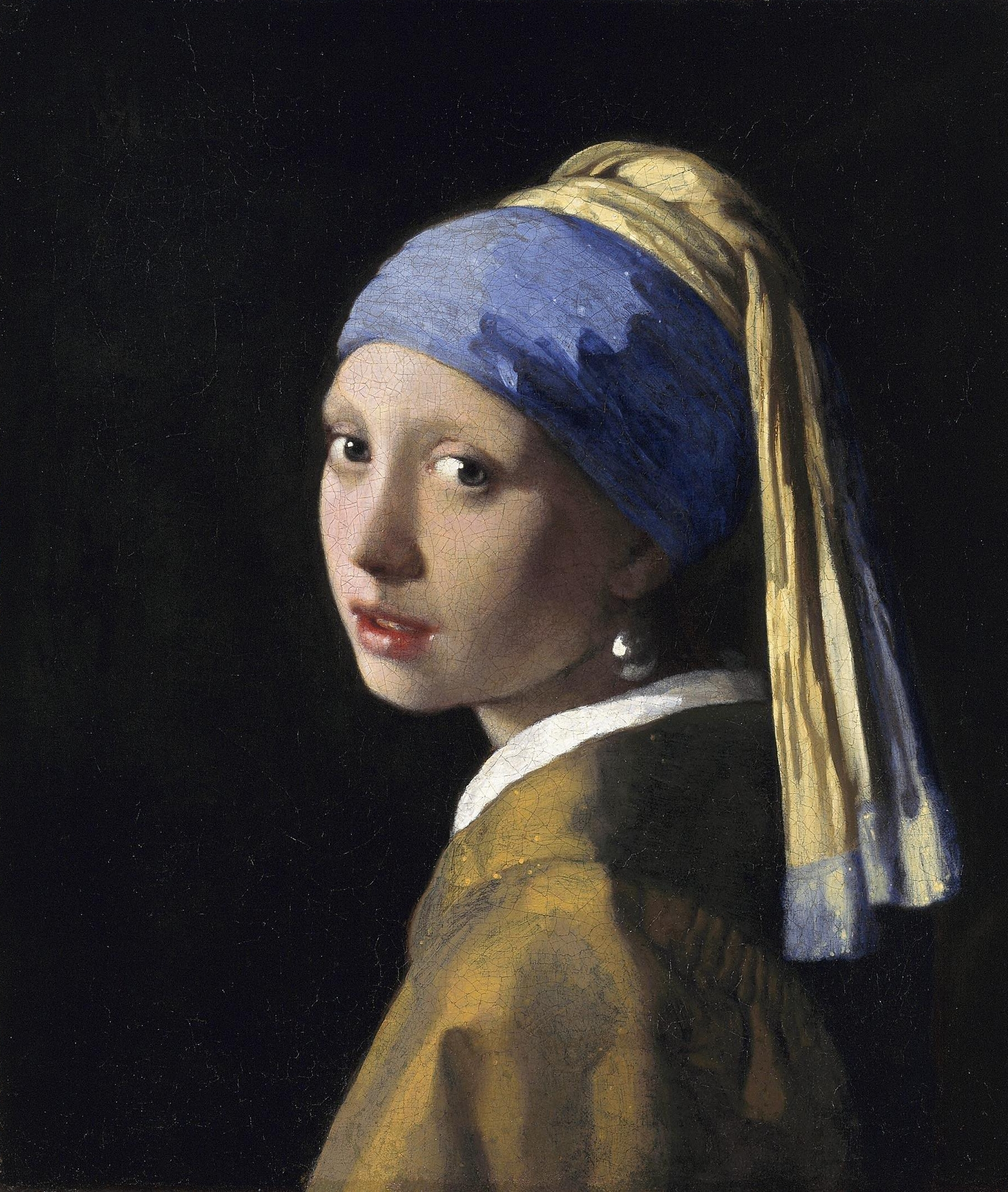
Meisje met de parel, ± 1665-1667

Vermeer schilderde heel nauwgezet en kon daardoor maar twee of drie schilderijen per jaar produceren. Er worden 34 tot 37 schilderijen aan hem toegeschreven; over drie is geen consensus. Verder wordt verondersteld dat een deel van zijn werk verloren is gegaan. Geschat wordt dat hij tussen de veertig en vijftig schilderijen gemaakt heeft. Montias vermoedde dat hij voornamelijk in opdracht werkte, mogelijk voor de eerder genoemde Delftse verzamelaar Pieter van Ruijven, wiens schoonzoon Jacob Dissius bij zijn dood in 1695 maar liefst 21 Vermeers naliet.

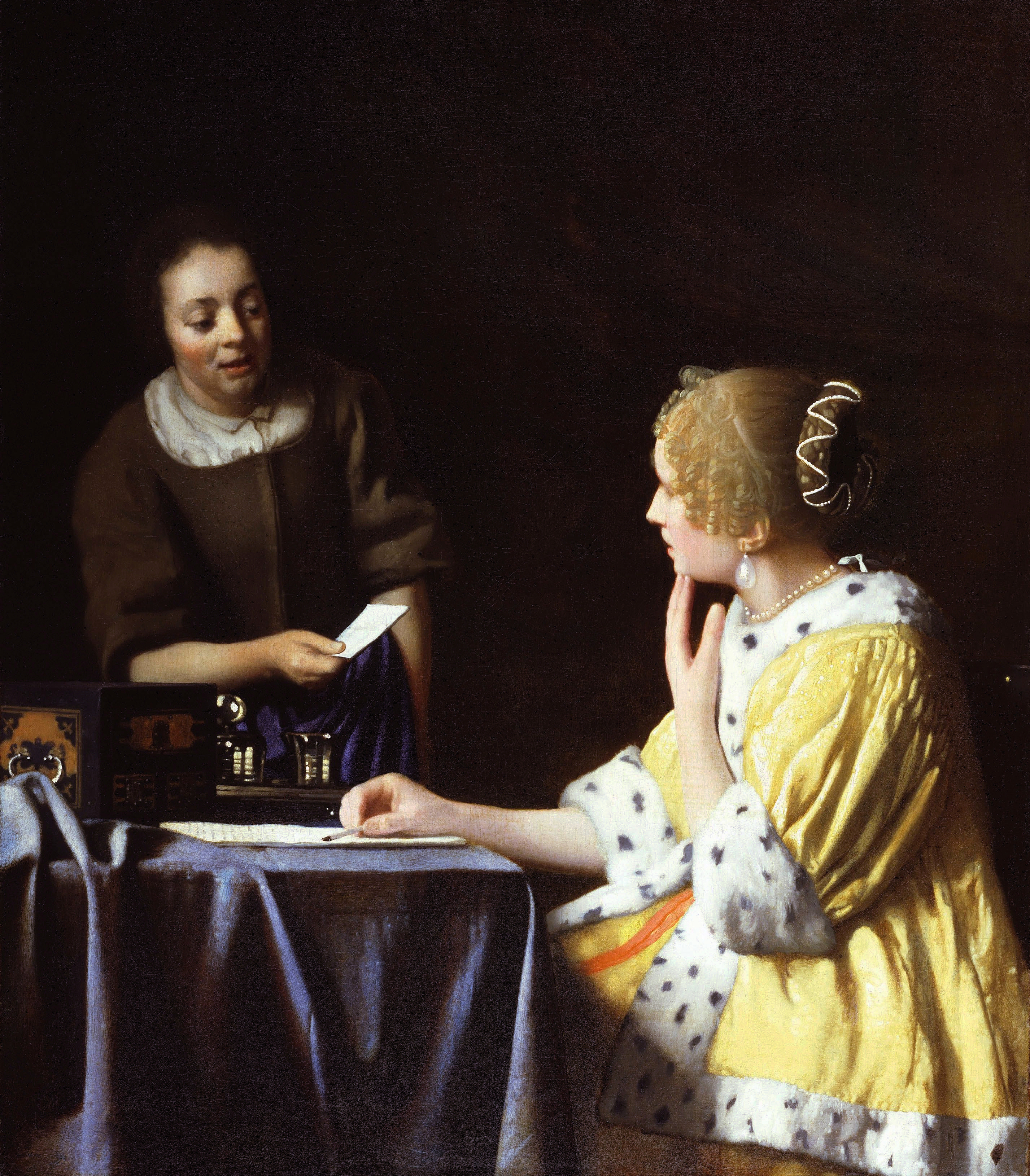
Dame en dienstbode, ± 1666-1667

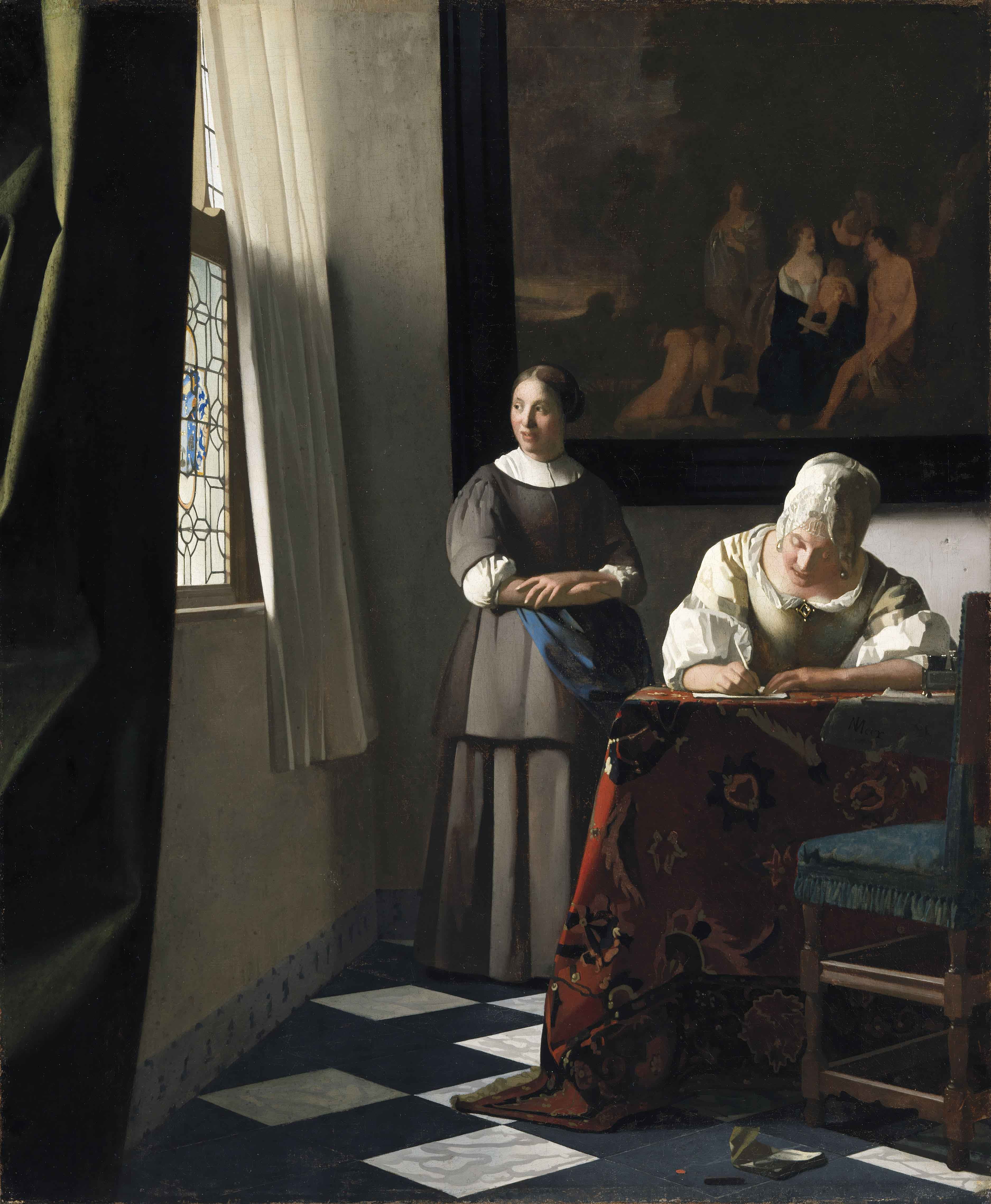
Schrijvende vrouw met dienstbode, ± 1670-1671

Vermeer maakte vrijwel geen tekeningen of ontwerpen, had een snelle penseelvoering, werkte met effen kleuren in grote, dik opgebrachte vlakken. Hij was zorgvuldig bij het aanbrengen van lagen pigment en vernis, die zijn schilderijen de kenmerkende glans en frisheid geven. Hij kan niet tot de fijnschilders worden gerekend, sinds de beschrijving van de restauratie van twee schilderijen in het Mauritshuis in 1996.
Alle werken zijn vervaardigd in olieverf op doek, met uitzondering van Meisje met de rode hoed, dat op hout is geschilderd. Sinds de 20e eeuw worden er ongeveer 34 werken aan Vermeer toegeschreven. Hiervan zijn er 21 gesigneerd, maar mogelijk zijn niet alle handtekeningen authentiek. Van de vier dateringen is waarschijnlijk alleen die op De koppelaarster van eigen hand. Ook hedendaagse deskundigen, zoals A.K. Wheelock en A. Blankert, hanteren uiteenlopende chronologieën. Sint Praxedis is een omstreden werk en mogelijk een kopie van een schilderij van Felice Ficherelli.
Het werk van Vermeer is verspreid over zeven landen: Nederland, het Verenigd Koninkrijk, Duitsland, Frankrijk, Oostenrijk, Ierland en de Verenigde Staten. 
Vermeers werk wordt vanaf de twintigste eeuw zeer gewaardeerd. Zijn werk geeft een beeld van wat de stedelijke elite bezighield na het midden van de 17e eeuw. De tentoonstelling over zijn werk in het Metropolitan Museum of Art (2000) trok een recordaantal bezoekers.

### Onderwerpen
Vermeers vroegste werk omvat een paar schilderijen met religieuze en mythologische onderwerpen, waaronder Christus in het huis van Martha en Maria en Diana en haar Nimfen, beide groots opgezette werken. Rond 1656 veranderde Vermeer van onderwerp. De meeste van zijn schilderijen beelden dan intieme, serene en "goedburgerlijke" taferelen af, waarop de afgebeelde personen met dagelijkse activiteiten bezig zijn en min of meer door de schilder "betrapt" lijken. Op zestien schilderijen komt een jonge dame, een Juffer voor; op zes schilderijen leest of schrijft zij een brief of een gedicht. Vermeer bande het pijproken en het triktrak- en kaartspelen uit. Drank of muziek maken speelt daarentegen een belangrijke rol. Volgens Blankert past alles precies bij de door Gerard de Lairesse geformuleerde 'classicistische' ideeën over de noodzaak om in de schilderkunst strikt de regels van fatsoen en 'decorum' in acht te nemen.
Slechts twee belangrijke Vermeers zijn geen interieurs, te weten Gezicht op Delft en Het straatje, maar dit zijn zeker niet zijn minste schilderijen. Twee schilderijen die lastig zijn te duiden, staan bekend als allegorieën, te weten Allegorie op de schilderkunst en Allegorie op het geloof.
Opvallend is het aantal doeken waarop het licht via een links afgebeeld venster binnenvalt. Ook markant is dat in de overgeleverde schilderijen van Vermeer relatief weinig mannen worden afgebeeld en zelden kinderen, oude mensen, bloemen, honden of planten. In 1696 werd melding gemaakt van een zelfportret van Vermeer, waarmee waarschijnlijk De astronoom werd bedoeld. Het is overigens niet zeker of de afgebeelde man Vermeer is.
De astronoom en de De geograaf nemen een enigszins aparte plaats binnen Vermeers oeuvre in, in die zin dat er geen huishoudelijke, maar beroepsmatige activiteiten worden afgebeeld. Op beide doeken staat dezelfde persoon, van wie sommigen menen dat het Vermeers tijdgenoot Antoni van Leeuwenhoek is, die vier dagen na Vermeer in dezelfde kerk werd gedoopt en later hielp de nalatenschap van de kunstenaar te ordenen. Op grond van andere afbeeldingen van Van Leeuwenhoek en informatie over diens karakter en werkwijze vinden anderen deze theorie niet aannemelijk. De beide werken waren tot 1713 in het bezit van de Rotterdamse magistraat Adriaen Paets.
Vermeer ontleende zijn thema's aan voorgangers en tijdgenoten.

## Schildertechniek
Vermeer had een theoretische belangstelling voor schilderkunst en een opvallende interesse in landkaarten.

### Dieptewerking
Om de dieptewerking op het schilderij te versterken, maakte Vermeer vaak gebruik van een repoussoir, een stoel of een gordijn.

### Perspectief
Wetenschappers spreken van een feilloos ruimtelijk perspectief in een aantal schilderijen van Vermeer. Tijdens onderzoeken op de schilderijen zijn echter geen zichtbare perspectieflijnen gevonden. Volgens Jørgen Wadum, chef-restaurator van het Mauritshuis, maakte Vermeer gebruik van een 'centraal verdwijnpunt', die hij met een spijker of een speld aangaf in zijn schilderij. Er zijn op minstens 13 schilderijen dergelijke verdwijnpunten ontdekt, hetzij fysiek zichtbaar, dan wel zichtbaar via röntgenopnamen van het werk. Vanuit een verdwijnpunt kunnen, via touwtjes ingesmeerd met krijt, perspectieflijnen op het doek worden gezet, waarlangs kan worden geschilderd. Bij deze werkwijze zijn er bij later onderzoek geen perspectieflijnen meer te ontdekken.
Het oudste schilderij, waarin een centraal verdwijnpunt is ontdekt is, is: De soldaat en het lachende meisje uit 1658.

### Camera obscura
Diverse wetenschappers zijn ervan overtuigd dat Vermeer bij het maken van zijn schilderijen gebruik heeft gemaakt van een camera obscura. Als argumenten voeren zij aan: een feilloos ruimtelijk perspectief in Vermeers schilderijen; het ontbreken van hulplijnen onder de verflaag; en onscherpe, soft-focusachtige elementen die slechts door het gebruik van een lens kunnen zijn ontstaan. Toepassing van reverse-perspectieftechniek op de interieurstaferelen van Vermeers werk toont voorts dat Vermeer mogelijk een vaste opstelling voor zijn camera-obscura gebruikte: proportionele afmetingen van zijn werken lijken in verhouding met de projectielijnen tussen het schilderobject en lens enerzijds en de lens en het doek anderzijds. Later onderzoek wijst uit dat Vermeer perspectieflijnen moet hebben gebruikt; dit sluit overigens niet uit dat hij ook gebruikgemaakt kan hebben van een camera obscura.
Sceptici menen daarentegen dat het in de tijd van Vermeer nog niet mogelijk was lenzen te maken die scherp genoeg waren om het detailleringsniveau te bereiken dat Vermeer bereikte. Ze wijzen ook op het vraagstuk hoe Vermeer met kleuren (verfpigmenten) en licht in een donkere ruimte kon werken. Er is ook geen enkele geschreven documentatie uit Vermeers tijd dat erop wijst dat hij een camera obscura gebruikte, laat staan bezat.
Er is dan ook geen consensus over of Vermeer een camera obscura gebruikte.

## Receptie

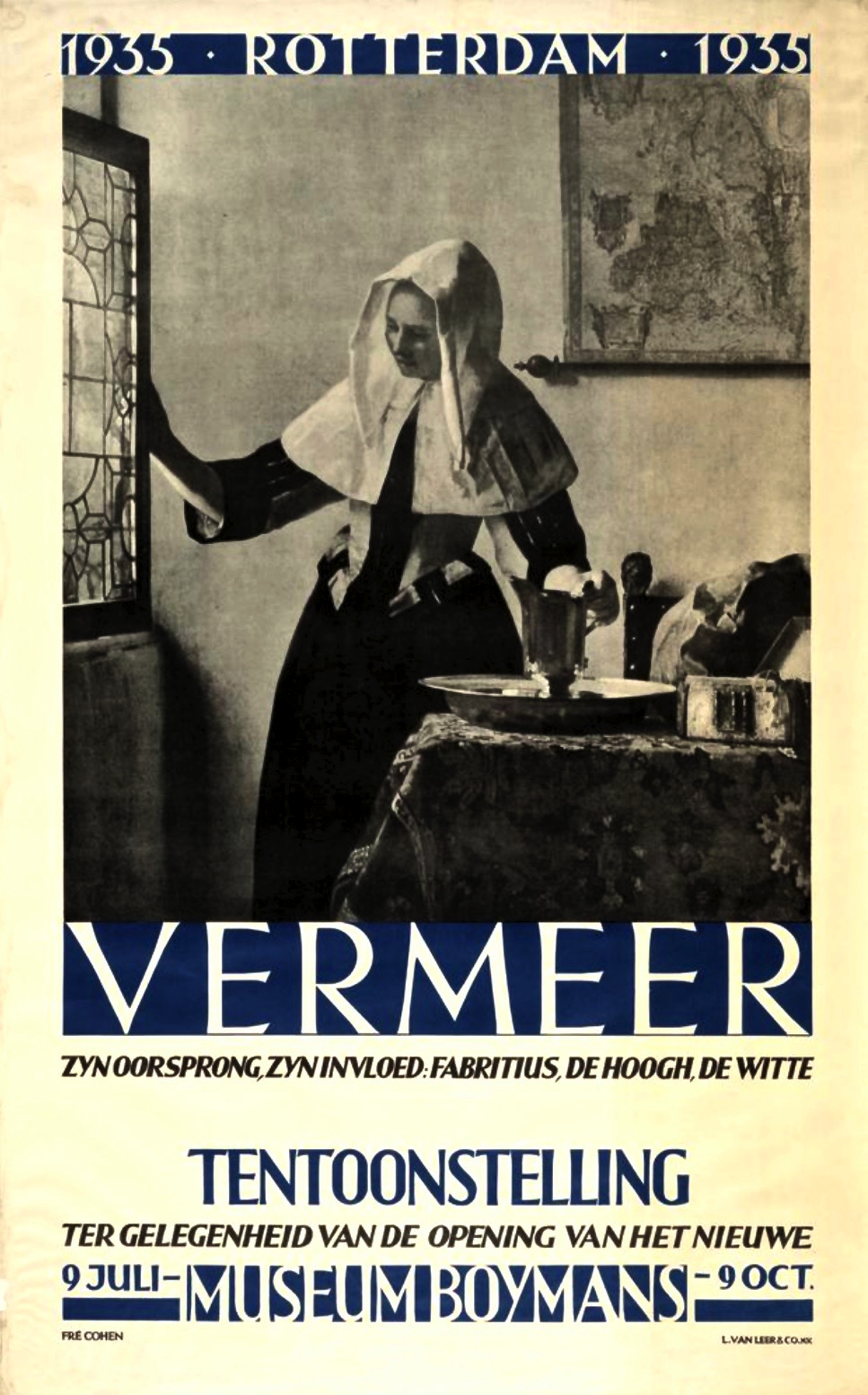
Poster Vermeer tentoonstelling in 1935 Ontwerp: Fré Cohen

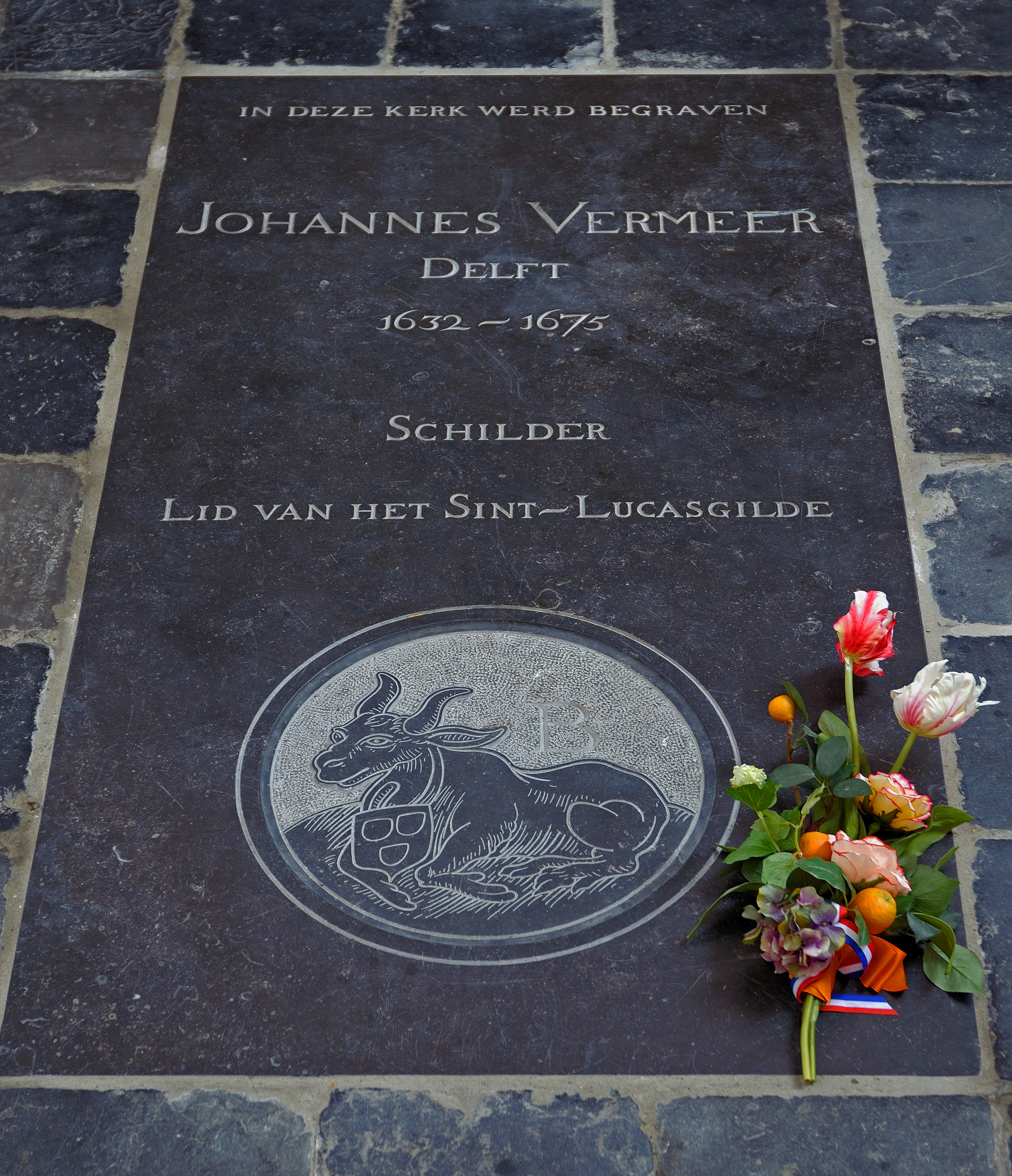
Gedenksteen voor Vermeer

Na Vermeers dood bleef zijn werk lang ondergewaardeerd. Door zijn beperkte oeuvre was hij zelfs vrijwel vergeten. Dit veranderde in 1866, toen de Franse criticus Théophile Thoré-Bürger (1807-1869) een monografie aan hem wijdde. Bürger was een radicale republikein en had felle kritiek op de Franse schilderkunst van zijn tijd. Hij vond dat men vaker eigentijdse onderwerpen moest afbeelden, niet uitsluitend mythologische en religieuze, die hij associeerde met onderdrukking door kerk en monarchie. Hij stelde het werk van Millet en Courbet op prijs, alsook dat van Vermeer, die veel burgerlijke en intieme taferelen afbeeldden.
Bürger presenteerde Vermeer als een onbekend en miskend genie en doopte hem "De Sfinx van Delft" ('sfinx' omdat er over Vermeers leven zo weinig bekend is). Onder zijn invloed ontstond er in de 19e eeuw een ware jacht op het werk van Vermeer, dat zich tot die tijd vrijwel geheel in Nederland had bevonden. Vooral buitenlandse politici en ondernemers wisten veel van de schaarse schilderijen te bemachtigen, reden waarom Victor de Stuers in 1873 zijn aanklacht Holland op zijn Smalst publiceerde. De aankoop van Het melkmeisje werd zelfs in de Tweede Kamer besproken.

## Vervalsingen
Slechts drie van zijn werken zijn gedateerd. Daarnaast zijn niet alle aan Vermeer toegeschreven werken gesigneerd. Dit liet in het verleden ruimte voor vervalsers, die de enorme populariteit van Vermeers werk probeerden uit te buiten. Ook zijn er schilderijen van andere oude meesters van een valse signatuur van Vermeer voorzien. Dit laatste gebeurde zelfs met schilderijen van vooraanstaande meesters, zoals die van Pieter de Hooch. De meest opzienbarende vervalsingen waren echter van Han van Meegeren, een Nederlandse schilder die in de trant van de Hollandse meesters schilderde. Zijn grootste succes behaalde hij met het schilderij De Emmaüsgangers, dat in 1937 als het mooiste werk van Johannes Vermeer werd binnengehaald en in 1938 een ereplaats in Museum Boijmans Van Beuningen in Rotterdam kreeg. Van Meegerens bekentenis in 1945 schokte de kunstwereld. Een golf van zelfkritiek trok door de kunstmusea, waar menig 'oude meester' door de mand viel.

## Wetenswaardigheden
- De National Gallery of Art in Washington D.C., eigenaar van het schilderij Meisje met de fluit, stelde in 2022 na technisch onderzoek dat het werk niet van Vermeer is.[28] Het Rijkmuseum bleef echter volhouden dat het wel degelijk een schilderij van hem is.[29]
- In Marcel Prousts befaamde romancyclus À la recherche du temps perdu speelt Vermeers werk een belangrijke rol. Proust, die Vermeer de grootste schilder aller tijden vond, bezocht in 1921 de tentoonstelling Hollandse meesters in Salle du Jeu de Paume (sinds begin jaren 1990 de Galerie nationale du Jeu de Paume),  waar ook werk van Vermeer hing.[30] Dit bezoek werd de toen ernstig zieke Proust bijna fataal.
- Op 23 september 1971 stal Mario Roymans, ook wel bekend onder de schuilnaam "Tijl van Limburg", het schilderij De Liefdesbrief van Vermeer uit het Paleis voor Schone Kunsten in Brussel, door het doek met een linoleummes uit de lijst te snijden. Het doek was destijds in bruikleen van het Rijksmuseum in Amsterdam en werd tijdelijk in Brussel tentoongesteld als onderdeel van een expositie over Hollandse meesters.
- Tracy Chevalier schreef in 1998 de roman Girl with a Pearl Earring over het ontstaan van het schilderij Meisje met de parel. Hoewel het verhaal fictief is, baseert ze het boek op bekende feiten rond Vermeer en zijn tijd. Het verhaal werd in 2003 verfilmd en kreeg ook de titel Girl with a Pearl Earring.
- Susan Vreeland voerde Vermeer op in haar boek Meisje in hyacintblauw (1999). In acht verhalen volgt ze de weg van een fictief schilderij van Vermeer door de eeuwen heen, een procedé dat Annie E. Proulx al eerder had beproefd in haar Accordeonmisdaden (1996). Een belangrijk verschil is echter dat in de roman de schrijfster in omgekeerde chronologische richting gaat: ze start in de twintigste eeuw bij de zoon van een nazi die het schilderij van zijn vader geërfd heeft, om uit te komen in de zeventiende eeuw bij de zogenaamde conceptie van het werk.
- De historicus Timothy Brook gebruikt in zijn boek De hoed van Vermeer (2010) details uit de schilderijen van Vermeer als kapstok voor een beschrijving van de wereldeconomie in de zeventiende eeuw.
- Tussen 1991 en 2000 reed een trein met de naam Johannes Vermeer tussen Amsterdam en Keulen.

## Tentoonstellingen in Nederland
- 1935 - Boymans Rotterdam, overzichtstentoonstelling Vermeer, oorsprong en invloed, Fabritius, De Hoogh en De Witte, 9 juli - 9 oktober
- 1935 - Rijksmuseum Amsterdam, Vermeer. Tentoonstelling. Ter herdenking van de plechtige opening van het Rijksmuseum op 13 juli 1885, 21 oktober - 3 november (tentoonstellingscatalogus)
- 1966 - Mauritshuis Den Haag, In het licht van Vermeer, 27 juni - 5 september
- 1996 - Mauritshuis Den Haag, in samenwerking met de National Gallery of Art in Washington, 1 maart - 9 juni
- 2010, Mauritshuis, Den Haag, De jonge Vermeer, 12 mei - 22 aug 2010
- 2023 - Rijksmuseum Amsterdam, Vermeer, 10 februari - 4 juni, de grootste expositie van zijn werk tot dan toe.[31][32]
- 2023 -  Museum Prinsenhof Delft, Het Delft van Vermeer, 10 februari - 4 juni. Winnaar Museumtijdschrift Tentoonstellingsprijs 2023.[33]